# Rifugio Forcola
Il Rifugio Forcola è un bivacco situato nel comune di Gordona (prima nel comune di Menarola ora frazione di Gordona) nella Provincia di Sondrio, in Valchiavenna, nelle Alpi Lepontine, a 1838 m s.l.m.

## Caratteristiche
Il bivacco si trova a quota 1838 m alle pendici del Piz della Forcola. Nel bivacco ci sono 12 posti letto attrezzati, una stufa con cucina a legna, un bagno con acqua corrente. Il rifugio non è gestito ma la manutenzione viene effettuata dalla Pro Loco di Menarola.

## Accessi
Partendo dalla frazione Voga di Menarola si accede all'Alpe Forcola dove si trova il rifugio salendo il sentiero che passa per l'Alpe Dardano (1334 m s.l.m.) e poi l'Alpe Buglio (1554 m s.l.m.).

## Escursioni
Dal rifugio Forcola si può raggiungere il monte Pizzaccio, il Piz della Forcola, l'alpe Cima.

## Galleria d'immagini

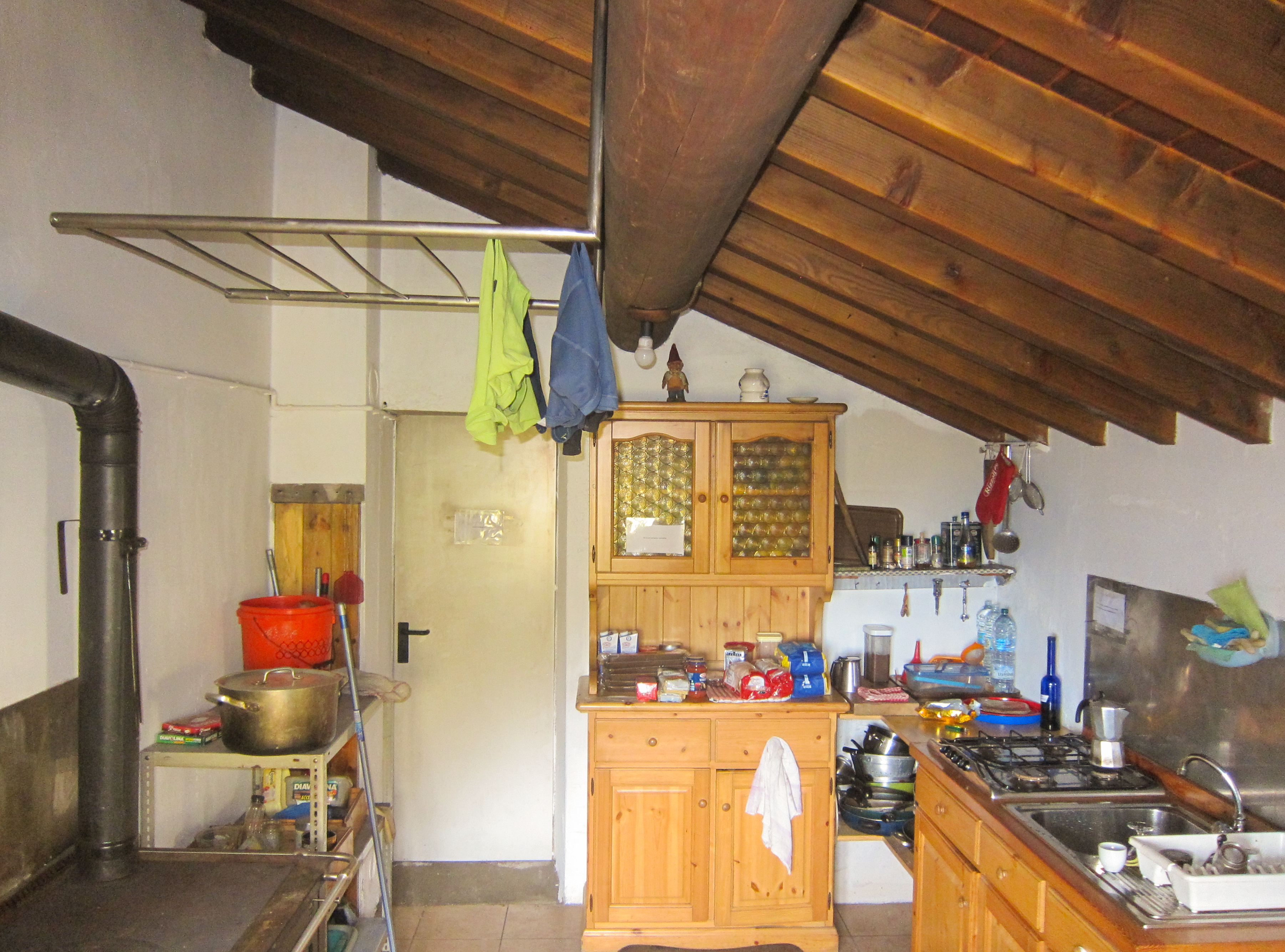
La cucina.
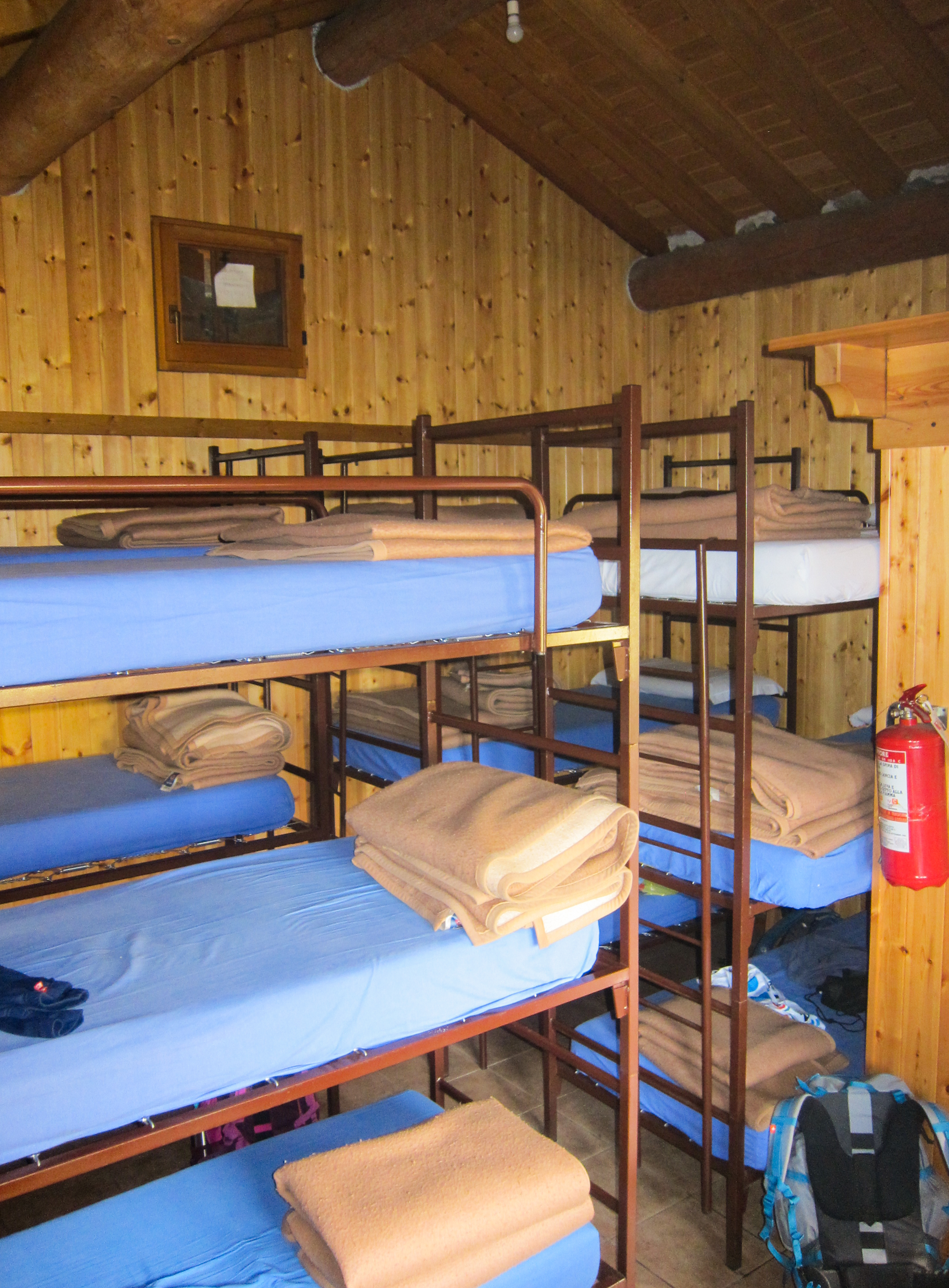
La camera da letto.
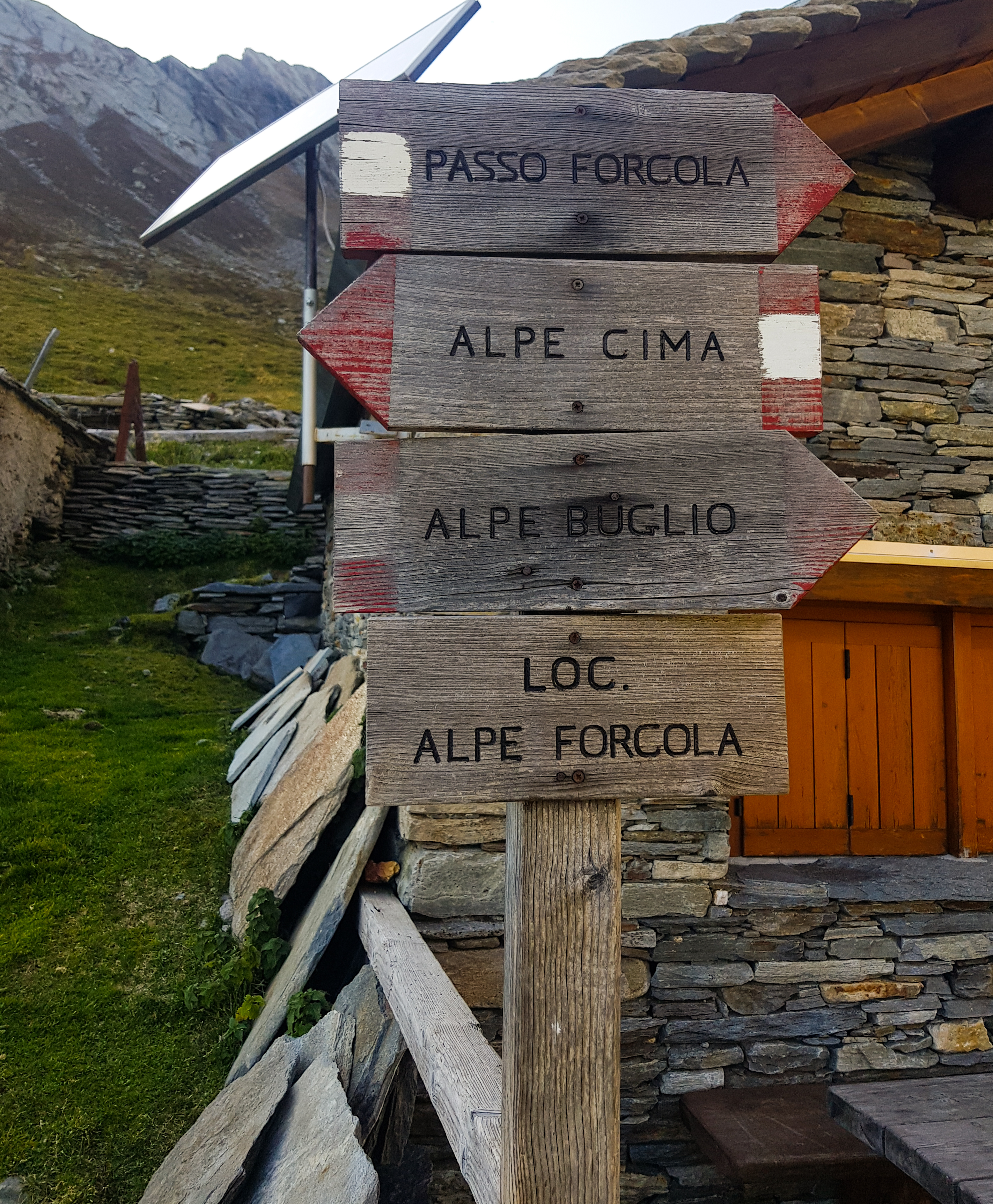
Cartelli dei sentieri escursionistici che partono dal rifugio.
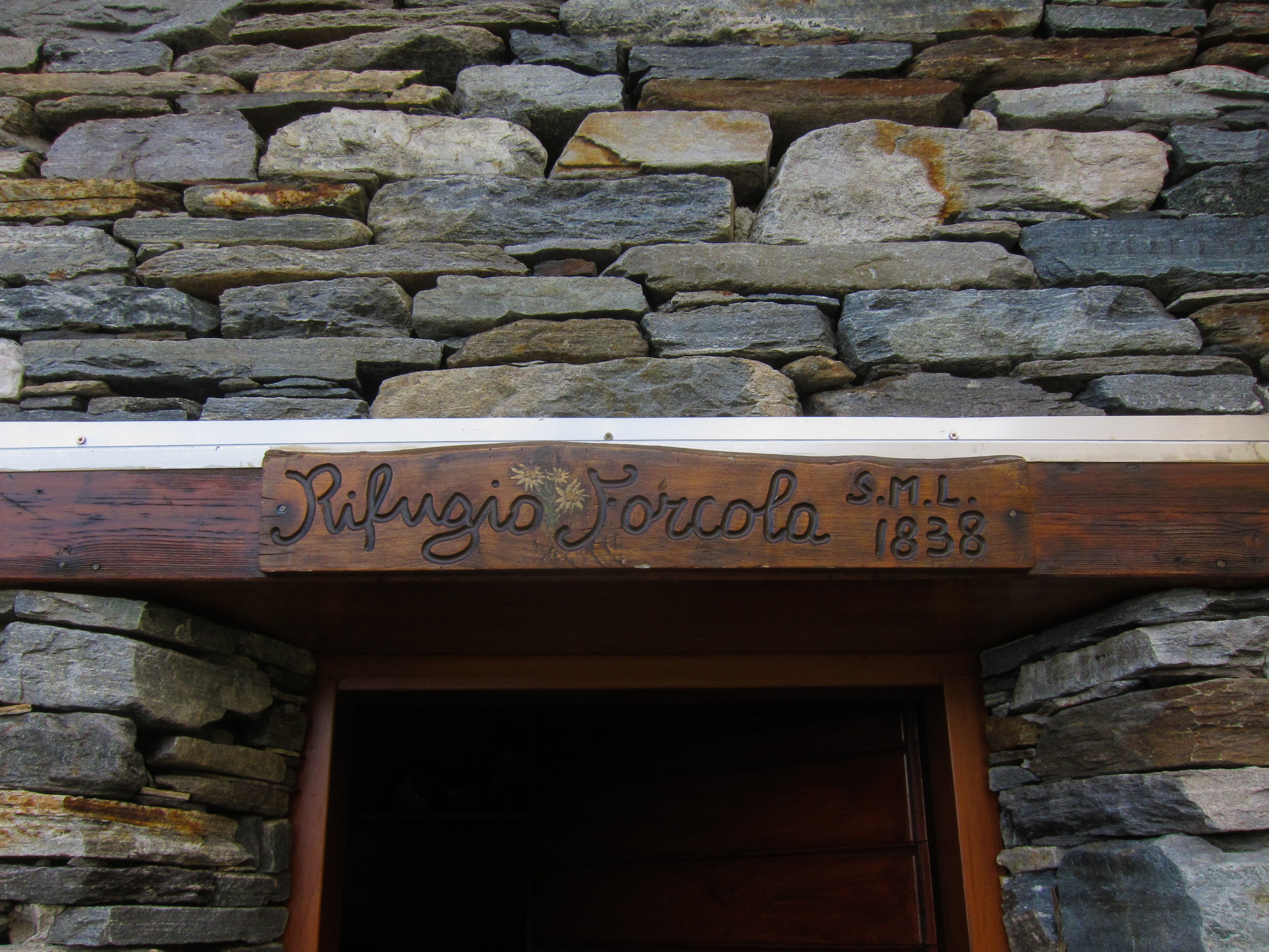
Architrave con incisione sopra la porta dell'ingresso.
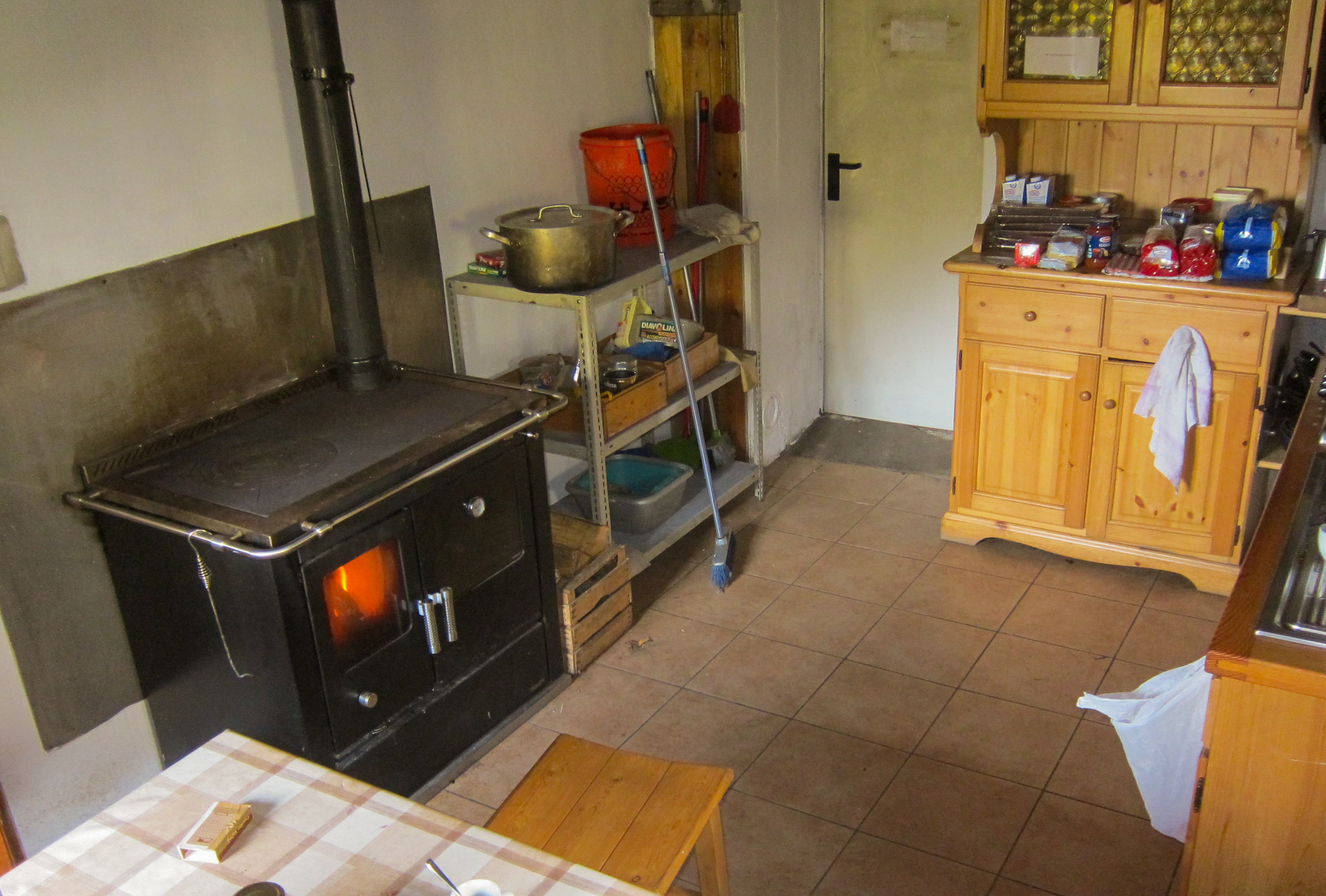
La stufa a legna nella cucina.
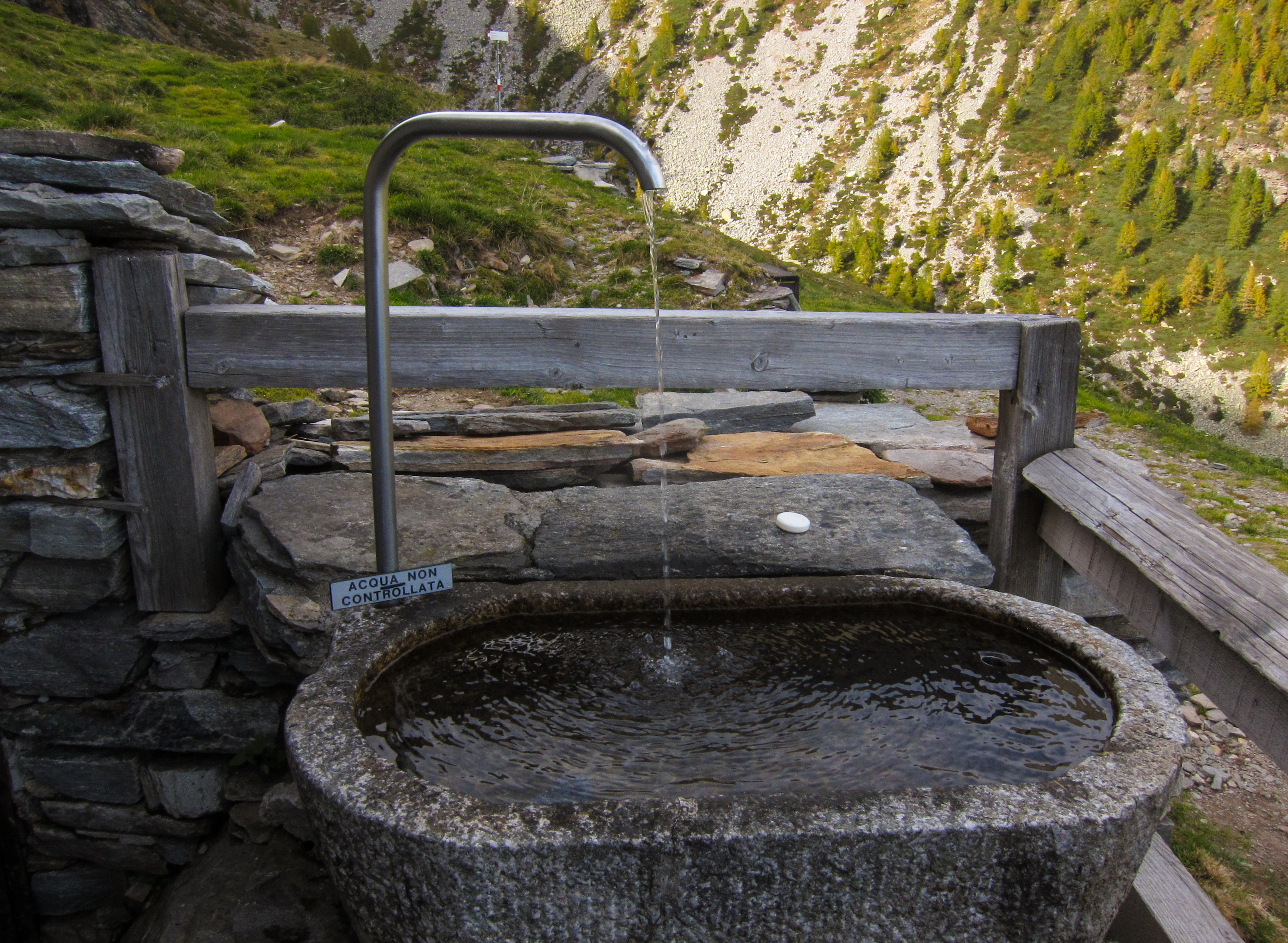
La fontanella fuori dal rifugio.